# 하직의
하직의(河直漪, Ha jig-ui, ? ~ ?)는 하즙의 아버지로 향공진사(鄕貢進士)를 거쳐 1290년에 중진사시 무과에 급제한 문무를 겸비한 고려의 무신이다.

## 생애
1306년에 조현대부사순위 정용호군(精勇護軍)이 되었으며, 이후 충렬왕(忠烈王)으로부터 자금어대(紫金魚袋)를 하사받는 영예를 얻었다. 세상을 떠난 후, 대광보국숭록대부 문하부도첨의정승(大匡輔國崇祿大夫 門下部都僉議政丞)에 증직되었다.

## 가계
- 아버지 : 하보(河保)
  - 부인 : 진양 정씨(晉陽鄭氏, 정경부인)
    - 아들 : 하즙(河楫)
      - 손자 : 하윤원(河允源)
        - 증손자 : 하유종]](河有宗)
        - 증손자 : 하자종(河自宗)
        - 증손자 : 하계종(河啓宗)

## 상훈
- 충렬왕의 자금어대(紫金魚袋)
- 대광보국숭록대부

### 직계 후손
- 하승무(25세손, 역사신학자, 시인)[5][6][7]
- 하경덕(26세손, 사회학자, 언론인)[8][9]

## 참고 문헌
- 高麗史
- 高麗史節要
- 晋陽誌
- 晉陽聯藁(1609년)
- 大東韻府群玉(1589년)
- 晉陽河氏大同譜(庚辰譜,2000년)
- 高麗列朝登科錄
- 하승무의 晉陽河氏 家門人物硏究